# A Kincstár Második Lordja
A Kincstár Második Lordja tagja annak a bizottságnak, amely az Egyesült Királyságban a Lord High Treasurer (Főkincstárnok) ősrégi hivatalát tölti be.
1827 óta ezt a hivatalt a kincstári kancellár (Chancellor of the Exchequer) viseli, amikor az utóbbi hivatalt épp nem a miniszterelnök tartja magánál. A miniszterelnök hagyományosan egyszersmind a Kincstár Első Lordja, így a Második Lord főnöke.
A Kincstár Második Lordja hivatalos rezidenciája a Downing Street 11. A miniszterelnök rezidenciája a szomszédos Downing Street 10.

## Fordítás
Ez a szócikk részben vagy egészben  a   Second Lord of the Treasury című angol Wikipédia-szócikk ezen változatának fordításán alapul.  Az eredeti cikk szerkesztőit annak laptörténete sorolja fel. Ez a jelzés csupán a megfogalmazás eredetét és a szerzői jogokat jelzi, nem szolgál a cikkben szereplő információk forrásmegjelöléseként.